# Boxers de Bordeaux
Pour les articles homonymes, voir Boxer.
Les Boxers de Bordeaux sont un club professionnel français de hockey sur glace situé à Bordeaux, dans le département de la Gironde. L'équipe première évolue en Ligue Magnus.

## Historique

### Création et montée en Ligue Magnus (1998-2015)
Le club est fondé en tant qu'association en 1998 sous le nom Bordeaux Gironde hockey 2000, après le dépôt de bilan du Bordeaux Gironde hockey club, équipe surnommée les Dogues. Il est renommé Bordeaux Gironde hockey sur glace (BGHG) en 2007. En 2014, l'équipe première passe sous statut professionnel sous le nom Boxers de Bordeaux, tandis que le BGHG gère les équipes mineures et de division 3 (quatrième niveau français). Les Boxers s'entraînent et jouent leurs matchs à domicile dans la Patinoire de Mériadeck qui compte 3 312 places, dans le quartier éponyme du centre de Bordeaux.
En 2014-2015, le club a la troisième affluence du hockey sur glace français et la première de division 1, avec 2 700 spectateurs en moyenne. À l'issue de cette saison, les Boxers terminent premiers de la saison régulière puis remportent les séries en battant en finale Anglet par trois matchs à un, accédant ainsi à la Ligue Magnus pour la saison suivante.

### Débuts en Ligue Magnus (2015-2018)
Les Boxers de Bordeaux préparent leur saison 2015-2016 en recrutant des joueurs habitués au niveau de la Ligue Magnus. Le club parvient ainsi à faire signer des internationaux comme Jonathan Janil ou Nicolas Besch, mais surtout les deux meilleurs pointeurs de la saison 2014-2015, Julien Desrosiers et Francis Charland. Malgré ce recrutement de qualité, les Boxers ne parviennent pas à atteindre les séries éliminatoires, se classant neuvièmes (pour huit qualifiés), et disputent donc la poule de maintien. Pour cette phase, le manager général Stéphan Tartari épaule l'entraîneur Martin Lacroix, alors en difficulté. Les Boxers finissent à la première place de la poule de maintien et conservent ainsi leur place dans l'élite du hockey français.
Pour la saison 2016-2017, Philippe Bozon remplace Martin Lacroix au poste d'entraîneur. Bordeaux recrute, entre autres, Jean-Philippe Côté, rugueux défenseur ayant joué en LNH, ainsi que l'attaquant David Gilbert, qui finira meilleur buteur du championnat,. Maxime Moisand est également recruté et devient capitaine en remplacement de François Paquin. À l'issue des 44 matchs de saison régulière, les Boxers se classent à quatrième place et se qualifient pour la première fois de leur histoire en séries éliminatoires de Ligue Magnus. Ils y affrontent en quarts de finale les Lions de Lyon, qu'ils battent par quatre matchs à un, mais sont ensuite défaits quatre matchs à deux par les Rapaces de Gap, futurs champions de France. Le club réalise également un bon parcours en Coupe de France, se hissant jusqu'en demi-finale.
En 2017-2018, Bordeaux recrute entre autres l'attaquant canadien Adam Hughesman. Celui-ci se blesse après vingt-cinq matchs disputés, alors qu'il est le meilleur pointeur du championnat avec trente-huit points. Le club recrute également le récent champion de France Clément Fouquerel pour combler le départ de Sebastian Ylönen, gardien emblématique de la montée en Ligue Magnus, parti en Finlande. Malheureusement, Fouquerel ne peut commencer la saison à cause d'une blessure à l'épaule et est remplacé pour les premiers matchs par Remo Giovannini. Après vingt-deux matchs joués, Fouquerel se blesse de nouveau, et le club recrute Ronan Quemener pour le remplacer jusqu'à la fin de la saison. Malgré une accumulation de blessures, les Boxers se qualifient pour les séries grâce à une sixième place en saison régulière. Les Boxers font forte impression en quarts de finale en écrasant Gap en quatre matchs. Ils échouent néanmoins en demi-finales pour la deuxième saison consécutive, perdant de peu contre les Brûleurs de Loups de Grenoble en sept matchs. En Coupe de France, le parcours ressemble également à celui de la saison précédente, puisque Bordeaux perd en demi-finale face à Lyon, futur vainqueur.

### Difficultés financières et pandémie de Covid-19 (2018-2022)
À l'intersaison 2018-2019, la Commission nationale de suivi et de contrôle de gestion (CNSCG), organe de la Fédération française de hockey sur glace chargée de surveiller la situation financière des clubs, ne valide pas le dossier des Boxers. Après appel puis conciliation avec la fédération au Comité national olympique et sportif français, Bordeaux est finalement validé avec un handicap de 9 points au classement de la saison régulière (soit l'équivalent de trois victoires en temps réglementaire), une interdiction de participer à la Coupe de France avec sursis, et un contrat d'objectifs financiers à respecter, le club étant mis sous surveillance étroite de la CNSCG, avec notamment une limitation de la masse salariale et une nécessité d'approbation par la commission avant un transfert,. En interview, le président du club Thierry Parienty qualifie la décision de la fédération de « légitime et nécessaire », expliquant qu'elle a souhaité sanctionner un déficit engendré par le club lors de la précédente saison, qu'il explique par des dépenses supplémentaires liées aux blessures et des partenariats négociés mais non concrétisés.
À la suite de cette décision, le club demande à ses joueurs et autres salariés d'accepter une baisse de salaire. Deux joueurs, Dominik Kramar et Olivier Latendresse (recruté quelques semaines plus tôt), n'acceptent pas ces conditions, et sont recrutés par les Brûleurs de Loups de Grenoble,. Les Boxers les remplacent par Hugo Gallet et Tanner Glass, respectivement,. Glass vient alors de mettre un terme à sa carrière en LNH après 527 matchs disputés, et souhaite s'installer en Gironde. Les Boxers rattrapent rapidement le retard dû à leur sanction, mais sont de nouveau confrontés à une blessure importante au mois de décembre, celle de Maxime Sauvé, qui décide alors d'arrêter sa carrière,. Dans l'incapacité de le remplacer par un transfert en raison des difficultés financières, le club fait appel à Julien Desrosiers, qui avait pris sa retraite de la saison précédente pour devenir entraineur du pôle espoir. Les Boxers se classent finalement sixièmes à l'issue de la saison régulière. Ils affrontent les Gothiques d'Amiens en quarts de finale et sont éliminés en sept matchs dans une série très tendue, notamment son quatrième match qui se termine par une bagarre générale, dans laquelle Julien Desrosiers est violemment agressé et voit sa saison se terminer prématurément,.
L'intersaison 2019-2020 s'ouvre avec l'annonce de l'arrivée d'Olivier Dimet en tant qu'entraineur, en provenance d'Anglet, Philippe Bozon ayant décidé de se consacrer à plein temps à son poste de sélectionneur de l'équipe de France. Les Boxers font face à de nombreux départs : le club décide de ne pas conserver Peter Valier, Matthias Terrier ni Adam Hughesman — en raison pour ce dernier de statistiques « en-deçà des attentes de la direction » —, Andrew Johnston ne parvient pas à s'entendre avec le club sur une prolongation de contrat, tandis que Tanner Glass prend sa retraite et part aux États-Unis s'occuper des jeunes joueurs des Rangers de New York, et qu'Hugo Gallet repart en Finlande,,,,.

## Palmarès
- Championnat de France de Division 1 (deuxième niveau) : champion en 2015.
- Championnat de France Juniors U22 excellence[43] : champion en 2009 ;
- Ligue du Sud-Ouest Benjamins U13 : champion en 2000, 2002, 2003 et 2004[44].
- Ligue du Sud-Ouest Poussins U11 : champion en 2001 et 2003[44].

## Statistiques saison par saison
Pour la signification des abréviations, voir statistiques du hockey sur glace.
| Saison    | PJ | V  | D  | N          | BP  | BC  | Pts | Classement       | Séries éliminatoires    | Note                      |
| --------- | -- | -- | -- | ---------- | --- | --- | --- | ---------------- | ----------------------- | ------------------------- |
| 1999-2000 | 24 | 21 | 2  | 1          | 238 | 56  |     | 2e, Division 3   |                         | Promotion en Nationale 2  |
| 2000-2001 | 26 | 12 | 12 | 2          | 119 | 144 |     | 8e, Nationale 2  |                         | Maintien                  |
| 2001-2002 | 26 | 10 | 13 | 3          | 107 | 100 |     | 18e, Division 2  |                         | Maintien                  |
| 2002-2003 | 22 | 14 | 6  | 2          | 99  | 71  |     | 4e, Division 2   |                         | Maintien                  |
| 2003-2004 | 20 | 6  | 14 | 0          | 87  | 143 |     | 13e, Division 2  |                         | Maintien                  |
| 2004-2005 | 22 | 7  | 12 | 3          | 98  | 90  |     | 12e, Division 2  |                         | Maintien                  |
| 2005-2006 | 26 | 13 | 10 | 3          | 106 | 92  |     | 2e, Division 2   | Finaliste               | Promotion en Division 1   |
| 2006-2007 | 28 | 11 | 10 | 7          | 108 | 115 |     | 10e, Division 1  | Non qualifié            | Maintien                  |
| 2007-2008 | 28 | 14 | 10 | 4          | 135 | 103 | 32  | 4e, Division 1   | Demi-finaliste          | Maintien                  |
| 2008-2009 | 28 | 17 | 8  | 3          | 124 | 95  | 36  | 5e, Division 1   | Quart de finaliste      | Maintien                  |
| 2009-2010 | 28 | 15 | 12 | 1          | 123 | 111 | 32  | 6e, Division 1   | Quart de finaliste      | Maintien                  |
| 2010-2011 | 32 | 23 | 9  | [ Note 2 ] | 145 | 109 | 40  | 3e, Division 1   | Demi-finaliste          | Maintien                  |
| 2011-2012 | 26 | 11 | 15 |            | 106 | 122 | 23  | 9e, Division 1   | Non qualifié            | Maintien                  |
| 2012-2013 | 30 | 18 | 12 |            | 122 | 114 | 34  | 3e, Division 1   | Demi-finaliste          | Maintien                  |
| 2013-2014 | 35 | 24 | 11 |            | 123 | 79  | 40  | 2e, Division 1   | Finaliste               | Maintien                  |
| 2014-2015 | 32 | 28 | 4  |            | 128 | 66  | 42  | 1re, Division 1  | Champion                | Promotion en Ligue Magnus |
| 2015-2016 | 36 | 19 | 17 |            | 115 | 108 | 35  | 9e, Ligue Magnus | Poule de maintien : 1er | Maintien                  |
| 2016-2017 | 55 | 35 | 20 |            | 169 | 130 | 86  | 4e, Ligue Magnus | Demi-finaliste          | Maintien                  |
| 2017-2018 | 55 | 32 | 23 |            | 200 | 163 | 73  | 6e, Ligue Magnus | Demi-finaliste          | Maintien                  |
| 2018-2019 | 51 | 24 | 27 |            | 140 | 144 | 59  | 6e, Ligue Magnus | Quart de finaliste      | Maintien                  |
| 2019-2020 | 44 | 20 | 24 |            | 123 | 129 | 57  | 6e, Ligue Magnus | Annulées                | Maintien                  |
| 2020-2021 | 23 | 12 | 11 |            | 75  | 74  | 32  | 7e, Ligue Magnus | Annulées                | Maintien                  |
| 2021-2022 | 48 | 17 | 31 |            | 102 | 166 | 49  | 8e, Ligue Magnus | Quart de finaliste      | Maintien                  |
| 2022-2023 | 44 | 20 | 28 |            | 154 | 159 | 64  | 6e, Ligue Magnus | Quart de finaliste      | Maintien                  |
| 2023-2024 | 44 | 19 | 16 |            | 148 | 126 | 71  | 4e, Ligue Magnus | Finaliste               | Maintien                  |

## Équipe dirigeante

### Conseil d'administration
Le club est dirigé par un conseil d'administration,. Son président est Thierry Parienty depuis la création de la structure professionnelle en 2014.

### Staff de l'équipe première
Pour la saison 2019-2020, le staff de l'équipe première est le suivant, :
- entraineur : Olivier Dimet ;
- entraineurs adjoint : Guy Dupuis et Stéphan Tartari ;
- manager général : Stéphan Tartari ;
- préparateur physique : Brice Lefébure ;
- responsables matériel : Jimmy Hanocq, Jacky Mondon et Stéphane Mazuque ;
- kinésithérapeutes : Bruno Lavoignat, Maxime Lagarde ;
- médecin : Sofian Jaadouni ;
- ostéopathe : Thierry Thépot.

## Effectif actuel
| No    | Nom                     | Nat. | Position       | Arrivée                                      |
| ----- | ----------------------- | ---- | -------------- | -------------------------------------------- |
| +032, | Quentin Papillon        |      | Gardien de but | 2023 - Scorpions de Mulhouse                 |
|       | Antoine Gilbert         |      | Gardien de but | 2025 - Rapaces de Gap                        |
|       | Jérémy Beaudry          |      | Défenseur      | 2025 - Everest de la Côte-du-Sud (Montmagny) |
|       | Alexis Dogémont         |      | Défenseur      | 2025 - Chamois de Chamonix                   |
|       | Jakub Kindl             |      | Défenseur      | 2025 - Joensuun Kiekko-Pojat                 |
|       | Adrian Saxrud-Danielsen |      | Défenseur      | 2025 - Storhamar Dragons                     |
| +020, | Kévin Dusseau           |      | Défenseur      | 2023 - Ducs d'Angers                         |
| +023, | Ulysse Tournier         |      | Défenseur      | 2024 - Jokerit                               |
| +052, | Maxim Lamarche          |      | Défenseur      | 2024 - Brûleurs de loups de Grenoble         |
|       | Loïc Farnier            |      | Ailier         | 2025 - Brûleurs de loups de Grenoble         |
|       | Pierre-Olivier Morin    |      | Centre         | 2025 - Belfast Giants                        |
|       | William Pelletier       |      | Centre         | 2025 - SønderjyskE Ishockey                  |
|       | Quentin Tomasino        |      | Ailier         | 2025 - Dragons de Rouen                      |
| +013, | Julien Guillaume        |      | Centre/Ailier  | 2016 - Brûleurs de loups de Grenoble         |
| +019, | Mathieu Pompei          |      | Centre         | 2023 - Rungsted Seier Capital                |
| +021, | Kaylian Leborgne        |      | Centre         | 2024 - Gothiques d'Amiens                    |
| +024, | Enzo Carry              |      | Ailier/Centre  | 2021 - Hormadi Anglet                        |
| +027, | Loïk Poudrier           |      | Centre         | 2019 - Hormadi Anglet                        |
| +072, | Baptiste Bruche         |      | Ailier         | 2023 - Gothiques d'Amiens                    |
| +073, | Tommy Giroux            |      | Ailier         | 2024 - Aalborg Pirates                       |
| +076, | Aina Rambelo            |      | Ailier         | 2014 - Gothiques d'Amiens                    |
| +096, | Tom Guidoux             |      | Ailier         | 2024 - Remparts de Tours                     |

## Personnalités historiques

### Meilleur pointeur par saison
- 1999-2000 : Stéphan Tartari 107pts (56 buts, 51 assistances) en 18 matchs[45].
- 2000-2001 : Stéphan Tartari 50pts (29 buts, 21 assistances) en 20 matchs[45].
- 2001-2002 : Stéphan Tartari 26pts (12 buts, 14 assistances) en 26 matchs[45].
- 2002-2003 : Stéphan Tartari 53pts (20 buts, 33 assistances) en 21 matchs[45].
- 2003-2004 : Stéphan Tartari 55pts (32 buts, 23 assistances) en 20 matchs[45].
- 2004-2005 : Stéphan Tartari 64pts (28 buts, 36 assistances) en 22 matchs[45].
- 2005-2006 : Stéphan Tartari 37pts (17 buts, 20 assistances) en 22 matchs[45].
- 2006-2007 : Stéphan Tartari 48pts (18 buts, 30 assistances) en 28 matchs[45].
- 2007-2008 : Stéphan Tartari 38pts (18 buts, 20 assistances) en 28 matchs[45].
- 2008-2009 : Xabi Lassalle 45pts (25 buts, 20 assistances) en 28 matchs[45].
- 2009-2010 : Dave Grenier 55pts (12 buts, 43 assistances) en 28 matchs[45].
- 2010-2011 : Alexandre Gagné 36pts (18 buts, 18 assistances) en 22 matchs[45].
- 2011-2012 : Miroslav Kristin 32pts (20 buts, 12 assistances) en 26 matchs[45].
- 2012-2013 : Rolands Vīgners 30 pts (12 buts, 18 assistances) en 21 matchs[45].
- 2013-2014 : Étienne Brodeur 52 pts (30 buts, 22 assistances) en 26 matchs[45].
- 2014-2015 : Thomas Decock 33 pts (15 buts, 18 assistances) en 24 matchs[45].
- 2015-2016 : Julien Desrosiers 47 pts (19 buts, 28 assistances) en 35 matchs.
- 2016-2017 : David Gilbert 63 pts (33 buts, 40 assistances) en 53 matchs.
- 2017-2018 : Maxime Sauvé 58 pts (18 buts, 40 assistances) en 51 matchs.
- 2018-2019 : Andrew Johnston 44 pts (16 buts, 28 assistances) en 51 matchs.

### Capitaines
- 1999-2004 : Martial Esnal.
- 2004-2006 : Sylvain Humeau.
- 2006-2009 : Yann Lecompère.
- 2009-2012 : Raphaël Larrieu.
- 2012-2013 : Jean-François Savage ou Raphaël Larrieu.
- 2013-2014 : Jean-François Savage.
- 2014-2016 : François Paquin.
- 2016-2020 : Maxime Moisand.
- 2020-2021 : Simon Bourque.
- 2021-2023 : Marc-André Lévesque
- 2023-2024 : Maxime Legault
- Depuis 2024 : Loïk Poudrier[53].

### Entraîneurs
- 1999-2001 : Yannick Goïcoëchea
- 1999-2012 : Stéphan Tartari[Note 6]
- Août à novembre 2012 : Dimitri Fokine[54],[55]
- Décembre 2012-avril 2013 : Stéphan Tartari et Guy Dupuis[54],[55]
- 2013-2015 : Martin Lacroix[56],[57]
- Janvier-mars 2016 : Martin Lacroix et Stéphan Tartari[58]
- 2016-2019 : Philippe Bozon[7].
- Depuis 2019 : Olivier Dimet[37]

### Présidents

#### Bordeaux Gironde hockey sur glace
- 1999-2001 : Patrick Francheterre[1].
- 2001-2003 : Jean-Michel Raison[1].
- 2003-2005 : François Guay[1].
- 2005-2008 : Jean-François Pierrot[1].
- 2008-2010 : Michel Cotnoir[1].
- 2010-date inconnue : Bruno Jaffeux[1],[59],[60].
- Date inconnue-2024 : Delphine Dumoutier[61],[62].
- Depuis 2024 : Arieh Ghnassia[62],[63].

#### SASP Boxers de Bordeaux
- Depuis 2014 : Thierry Parienty[64].

## Patinoire de Mériadeck
Les Boxers de Bordeaux évoluent au sein de la Patinoire de Mériadeck. Celle-ci est située dans le quartier éponyme, à proximité du centre-ville. Mais elle n'est pas seulement une patinoire, mais aussi une salle de spectacle où de nombreux concerts sont donnés tout au long de l'année, y compris pendant la saison de hockey sur glace, ce qui n'est pas sans poser de nombreux problèmes au club.
Avec ses 3 312 places, elle est la troisième plus grande patinoire permanente de hockey sur glace de France, derrière la patinoire Polesud à Grenoble et ses 3 500 places, et le Palais omnisports Marseille Grand Est avec ses 5 600 places,,.
Au cours de la saison 2003-2004, la patinoire de Mériadeck devant être fermée pour effectuer de longs travaux de rénovation et de mise aux normes, les Boxers ont joué dans une patinoire provisoire, située aux antennes sportives de Bordeaux-Lac. Cette patinoire ne comportant ni plexiglas, ni tribunes, ils y ont joué sans public[réf. souhaitée].
Durant l'été 2013, la patinoire a été fermée plusieurs mois pour des travaux consistants à refaire la dalle et le système de froid, pénalisant les clubs pour leur début de saison,.
Depuis janvier 2018, l'ouverture de l'Arena de Bordeaux (située à Floirac) rend la patinoire de Mériadeck disponible à 100 % pour les sports de glace à Bordeaux. Cela facilite ainsi grandement l'accès du club à la patinoire, et lui permet notamment d'y installer des infrastructures permanentes (vestiaires, salles de musculation, etc.) plus compatibles avec la pratique du hockey sur glace professionnel à Bordeaux.

## Le public bordelais
En 2013-2014 et en 2014-2015, les Boxers ont la troisième influence moyenne de France, devançant de nombreux clubs de Ligue Magnus.

### L'esprit Boxers
L'Esprit Boxers est un groupe suivant l'équipe dans certains de ses déplacements et assurant la promotion du club par les travaux photographiques de certains de leurs membres ou la vente de produits dérivés les soirs de matchs,.
Fondé en 2006 après la montée en Division 1 du club, le groupe se fixe pour but de « soutenir [l']équipe dans toutes les patinoires de France et de contribuer à la promotion du hockey sur glace ».
Jusqu'en 2016, les matchs à domicile et certains à l'extérieur sont commentés en direct sur une page spéciale du site, pour permettre à tous les supporters de suivre les Boxers partout en France.

### Les BTP 2006
Les BTP 2006 (pour Boxers trop puissants) est un groupe fondé en 2008, aujourd'hui dissout,.

### Le BlockBoxers
Le BlockBoxers est un groupe de supporters créé à l'intersaison 2019.

Logo de l'Esprit Boxers de 2006 à 2016
Logo de l'Esprit Boxers depuis 2016
Logo du BlockBoxers

## Identité visuelle

### Logos
Jusqu'en 2014, le logo reprend quelques images à celui des Dogues. Le chien, désormais un boxer, est toujours présent mais il paraît bien moins agressif que le précèdent. La crosse qu'il brisait auparavant est maintenant calmement en arrière-plan derrière lui. Le collier à pointes a quant à lui disparu, tout juste remplacé par deux petites cornes sur le sommet du crâne. Un palet est venu se rajouter à l'image, aux côtés de la crosse. Les couleurs traditionnelles, rouge et noire, sont conservées mais le rouge est devenu plus clair alors que, paradoxalement, le rouge du maillot s'est assombri.
Depuis 2014, le club a adopté un nouveau logo, avec une charte graphique revue.

Logo des Boxers jusqu'en 2014
Logo des Boxers depuis 2014

### Mascotte
Boxy est la mascotte officielle du club des Boxers de Bordeaux à partir de la saison 2005-2006. Elle représente un ours. À l'origine, Boxy est la mascotte du camping Mayotte Vacances, partenaire du club.
Une nouvelle version de Boxy, qui a cette fois la même tête que le logo du club, est utilisée à partir de 2017, après plusieurs années d'absence.

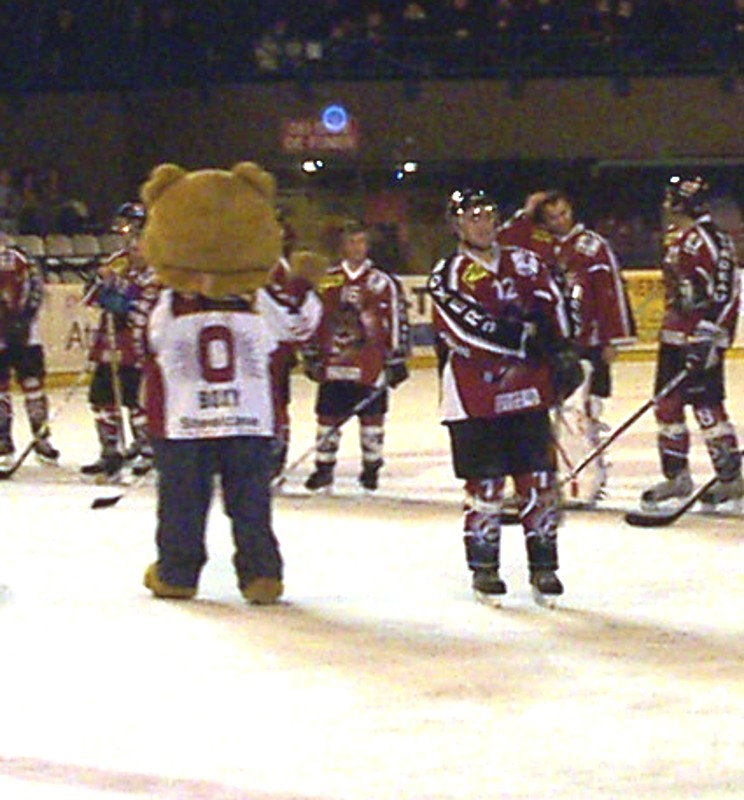
Première version de Boxy lors de la remise d'une récompense à la fin d'un match en 2007.
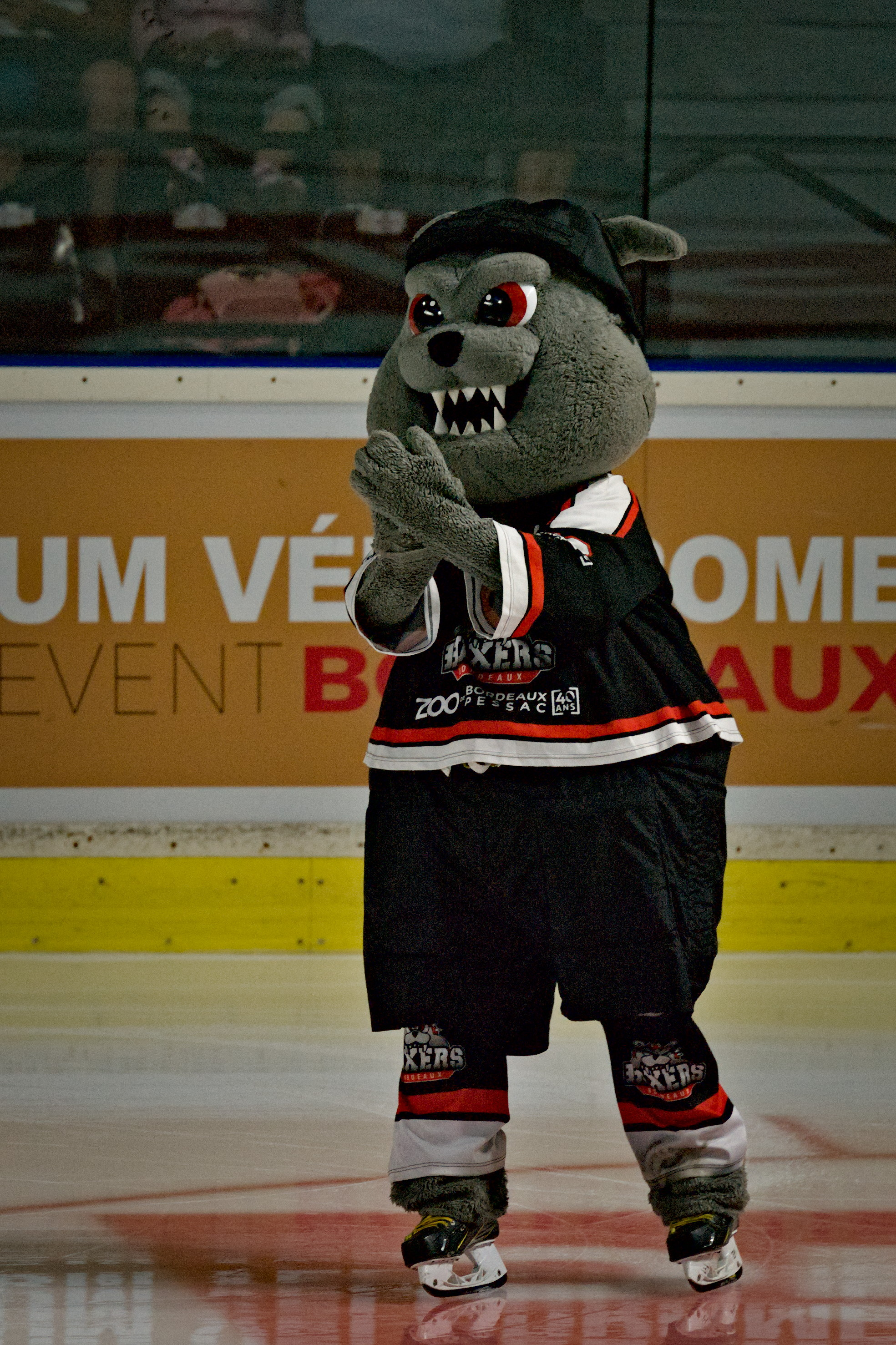
Deuxième version de Boxy sur la glace avant un match en 2022.